# Coppa panamericana femminile under 20 di pallavolo 2013
La Coppa panamericana femminile under 20 di pallavolo 2013, 2ª edizione dell'omonima competizione femminile di pallavolo, si è svolta dal 18 al 23 marzo 2013 a L'Avana, a Cuba: al torneo hanno partecipato otto squadre nazionali under 20 nordamericane e sudamericane e la vittoria finale è andata per la prima volta al Messico.

## Impianti
|                                                                                      |  |  |
|                                                                                      |  |  |
| Coliseo de la Ciudad Deportiva Città: L'Avana Capienza: 15 000 Anno d'apertura: 1957 |  |  |

## Regolamento

### Formula
Le squadre hanno disputato una prima fase a gironi con formula del girone all'italiana; al termine della prima fase:
- Le prime due classificate del Girone A, nel quale competono solo le formazioni già qualificate al campionato mondiale 2013, hanno avuto accesso alle semifinali;
- Le ultime due classificate del Girone A e le prime due classificate del Girone B, nel quale competono solo le formazioni non qualificate al campionato mondiale 2013 (al quale si qualifica la migliore formazione proveniente dallo stesso Girone B al termine del torneo), hanno avuto accesso ai quarti di finale;
- Le ultime due classificate del Girone B hanno avuto accesso alle finali per il quinto e settimo posto.

### Criteri di classifica
Se il risultato finale è stato di 3-0 sono stati assegnati 5 punti alla squadra vincente e 0 a quella sconfitta, se il risultato finale è stato di 3-1 sono stati assegnati 4 punti alla squadra vincente e 1 a quella sconfitta, se il risultato finale è stato di 3-2 sono stati assegnati 3 punti alla squadra vincente e 2 a quella sconfitta.
L'ordine del posizionamento in classifica è stato definito in base a:
- Numero di partite vinte;
- Punti;
- Ratio dei set vinti/persi;
- Ratio dei punti realizzati/subiti;
- Risultati degli scontri diretti.

## Squadre partecipanti
| Squadra         | Qualificazione      | Ultima partecipazione |
| --------------- | ------------------- | --------------------- |
| Cile            | -                   | Debutto               |
| Colombia        | -                   | Debutto               |
| Costa Rica      | -                   | Perù 2011             |
| Cuba            | Paese organizzatore | Perù 2011             |
| Messico         | -                   | Perù 2011             |
| Perù            | -                   | Perù 2011             |
| Porto Rico      | -                   | Debutto               |
| Rep. Dominicana | -                   | Perù 2011             |

## Torneo

### Fase a gironi
| Girone A        | Girone B   |
| --------------- | ---------- |
| Colombia        | Cile       |
| Messico         | Costa Rica |
| Perù            | Cuba       |
| Rep. Dominicana | Porto Rico |

#### Girone A

##### Risultati
| 18 marzo 2013 Coliseo de la Ciudad Deportiva, L'Avana Durata: 1h:24 - Spettatori: 150 | Messico         | 3 - 0 | Colombia | 25-22, 25-20, 30-28        |
| 18 marzo 2013 Coliseo de la Ciudad Deportiva, L'Avana Durata: 1h:14 - Spettatori: 200 | Rep. Dominicana | 3 - 0 | Perù     | 25-20, 25-16, 25-13        |
| 19 marzo 2013 Coliseo de la Ciudad Deportiva, L'Avana Durata: 1h:50 - Spettatori: 100 | Perù            | 1 - 3 | Colombia | 22-25, 22-25, 25-22, 21-25 |
| 19 marzo 2013 Coliseo de la Ciudad Deportiva, L'Avana Durata: 2h:05 - Spettatori: 300 | Rep. Dominicana | 1 - 3 | Messico  | 25-19, 21-25, 21-25, 15-25 |
| 20 marzo 2013 Coliseo de la Ciudad Deportiva, L'Avana Durata: 1h:36 - Spettatori: 150 | Rep. Dominicana | 3 - 1 | Colombia | 25-10, 20-25, 25-17, 25-23 |
| 20 marzo 2013 Coliseo de la Ciudad Deportiva, L'Avana Durata: 1h:15 - Spettatori: 350 | Messico         | 3 - 0 | Perù     | 25-18, 25-12, 28-26        |

##### Classifica
| Pos | Squadra         | Pt | G | V | P | SV | SP | Ratio | PF  | PS  | Ratio |
| --- | --------------- | -- | - | - | - | -- | -- | ----- | --- | --- | ----- |
| 1   | Messico         | 14 | 3 | 3 | 0 | 9  | 1  | 9,000 | 252 | 208 | 1,212 |
| 2   | Rep. Dominicana | 10 | 3 | 2 | 1 | 7  | 4  | 1,750 | 252 | 821 | 1,156 |
| 3   | Colombia        | 5  | 3 | 1 | 2 | 4  | 7  | 0,571 | 242 | 265 | 0,913 |
| 4   | Perù            | 1  | 3 | 0 | 3 | 1  | 9  | 0,111 | 195 | 250 | 0,780 |

#### Girone B

##### Risultati
| 18 marzo 2013 Coliseo de la Ciudad Deportiva, L'Avana Durata: 2h:08 - Spettatori: 120 | Cile       | 2 - 3 | Porto Rico | 25-22, 26-24, 21-25, 16-25, 13-15 |
| 18 marzo 2013 Coliseo de la Ciudad Deportiva, L'Avana Durata: 1h:06 - Spettatori: 300 | Cuba       | 3 - 0 | Costa Rica | 25-14, 25-13, 25-19               |
| 19 marzo 2013 Coliseo de la Ciudad Deportiva, L'Avana Durata: 1h:07 - Spettatori: 250 | Costa Rica | 0 - 3 | Porto Rico | 9-25, 5-25, 11-25                 |
| 19 marzo 2013 Coliseo de la Ciudad Deportiva, L'Avana Durata: 1h:22 - Spettatori: 450 | Cuba       | 3 - 0 | Cile       | 25-20, 25-20, 25-22               |
| 20 marzo 2013 Coliseo de la Ciudad Deportiva, L'Avana Durata: 1h:07 - Spettatori: 150 | Costa Rica | 0 - 3 | Cile       | 15-25, 16-25, 12-25               |
| 20 marzo 2013 Coliseo de la Ciudad Deportiva, L'Avana Durata: 1h:21 - Spettatori: 685 | Cuba       | 0 - 3 | Porto Rico | 23-25, 19-25, 18-25               |

##### Classifica
| Pos | Squadra    | Pt | G | V | P | SV | SP | Ratio | PF  | PS  | Ratio |
| --- | ---------- | -- | - | - | - | -- | -- | ----- | --- | --- | ----- |
| 1   | Porto Rico | 13 | 3 | 3 | 0 | 9  | 2  | 4,500 | 261 | 186 | 1,403 |
| 2   | Cuba       | 10 | 3 | 2 | 1 | 6  | 3  | 2,000 | 210 | 183 | 1,148 |
| 3   | Cile       | 7  | 3 | 1 | 2 | 5  | 6  | 0,833 | 238 | 229 | 1,039 |
| 4   | Costa Rica | 0  | 3 | 0 | 3 | 0  | 9  | 0,000 | 114 | 225 | 0,507 |

### Fase finale
|  | Quarti | Quarti     | Quarti |  |  | Semifinali | Semifinali      | Semifinali |  |                 | Finale          | Finale          | Finale |
|  |        |            |        |  |  |            |                 |            |  |                 |                 |                 |        |
|  |        |            |        |  |  | 1A         | Messico         | 3          |  |                 |                 |                 |        |
|  |        |            |        |  |  | 1A         | Messico         | 3          |  |                 |                 |                 |        |
|  |        |            |        |  |  | 4A         | Perù            | 1          |  |                 |                 |                 |        |
|  | 1B     | Porto Rico | 2      |  |  | 4A         | Perù            | 1          |  |                 |                 |                 |        |
|  | 1B     | Porto Rico | 2      |  |  |            |                 |            |  |                 |                 |                 |        |
|  | 4A     | Perù       | 3      |  |  |            |                 |            |  |                 |                 |                 |        |
|  | 4A     | Perù       | 3      |  |  |            |                 |            |  | 1A              | Messico         | 3               |        |
|  |        |            |        |  |  |            |                 |            |  | 1A              | Messico         | 3               |        |
|  |        |            |        |  |  |            |                 |            |  |                 | 2A              | Rep. Dominicana | 1      |
|  |        |            |        |  |  |            |                 |            |  |                 | 2A              | Rep. Dominicana | 1      |
|  |        |            |        |  |  |            |                 |            |  |                 |                 |                 |        |
|  |        |            |        |  |  |            |                 |            |  |                 |                 |                 |        |
|  |        |            |        |  |  | 2A         | Rep. Dominicana | 3          |  | Finale 3° posto | Finale 3° posto | Finale 3° posto |        |
|  |        |            |        |  |  | 2A         | Rep. Dominicana | 3          |  |                 |                 |                 |        |
|  |        |            |        |  |  | 3A         | Colombia        | 1          |  |                 | 4A              | Perù            | 0      |
|  | 2B     | Cuba       | 1      |  |  |            | Colombia        | 1          |  |                 | 4A              | Perù            | 0      |
|  | 2B     | Cuba       | 1      |  |  |            |                 |            |  | 3A              | Colombia        | 3               |        |
|  | A3     | Colombia   | 3      |  |  |            |                 |            |  |                 | Colombia        | 3               |        |
|  | A3     | Colombia   | 3      |  |  |            |                 |            |  |                 |                 |                 |        |

#### Quarti di finale
| 21 marzo 2013 Coliseo de la Ciudad Deportiva, L'Avana Durata: 1h:37 - Spettatori: 400 | Colombia   | 3 - 1 | Cuba | 25-16, 25-21, 27-29, 25-13        |
| 21 marzo 2013 Coliseo de la Ciudad Deportiva, L'Avana Durata: 2h:20 - Spettatori: 325 | Porto Rico | 2 - 3 | Perù | 25-22, 21-25, 15-25, 25-19, 13-15 |

#### Semifinali
| 22 marzo 2013 Coliseo de la Ciudad Deportiva, L'Avana Durata: 1h:51 - Spettatori: 500 | Messico         | 3 - 1 | Perù     | 23-25, 25-21, 25-22, 25-19 |
| 22 marzo 2013 Coliseo de la Ciudad Deportiva, L'Avana Durata: 1h:48 - Spettatori: 350 | Rep. Dominicana | 3 - 1 | Colombia | 25-22, 25-21, 20-25, 25-16 |

#### Finale 3º posto
| 23 marzo 2013 Coliseo de la Ciudad Deportiva, L'Avana Durata: 1h:10 - Spettatori: 300 | Colombia | 3 - 0 | Perù | 25-22, 25-16, 25-21 |

#### Finale
| 23 marzo 2013 Coliseo de la Ciudad Deportiva, L'Avana Durata: 1h:47 - Spettatori: 400 | Rep. Dominicana | 1 - 3 | Messico | 23-25, 23-25, 25-14, 15-25 |

### Finali 5º e 7º posto
|  | Semifinali | Semifinali | Semifinali |            |      | Finale 5º posto | Finale 5º posto | Finale 5º posto |  |
|  |            |            |            |            |      |                 |                 |                 |  |
|  | Cile       | Cile       | 0          |            |      |                 |                 |                 |  |
|  | Cile       | Cile       | 0          |            |      |                 |                 |                 |  |
|  | Cuba       | Cuba       | 3          |            |      |                 |                 |                 |  |
|  | Cuba       | Cuba       | 3          |            | Cuba | Cuba            | 0               |                 |  |
|  |            |            |            |            | Cuba | Cuba            | 0               |                 |  |
|  |            |            | Porto Rico | Porto Rico | 3    |                 |                 |                 |  |
|  | Costa Rica | Costa Rica | Porto Rico | Porto Rico | 3    | 0               |                 |                 |  |
|  | Costa Rica | Costa Rica |            |            |      | 0               |                 |                 |  |
|  | Porto Rico | Porto Rico | 3          |            |      | Finale 7º posto | Finale 7º posto | Finale 7º posto |  |
|  | Porto Rico | Porto Rico | 3          |            |      |                 |                 |                 |  |
|  |            |            |            |            |      |                 |                 |                 |  |
|  |            |            |            |            |      | Cile            | Cile            | 3               |  |
|  |            |            |            |            |      | Cile            | Cile            | 3               |  |
|  |            |            |            |            |      | Costa Rica      | Costa Rica      | 0               |  |

#### Semifinali
| 22 marzo 2013 Coliseo de la Ciudad Deportiva, L'Avana Durata: 1h:06 - Spettatori: 100 | Cile       | 0 - 3 | Cuba       | 18-25, 19-25, 13-25 |
| 22 marzo 2013 Coliseo de la Ciudad Deportiva, L'Avana Durata: 0h:59 - Spettatori: 315 | Costa Rica | 0 - 3 | Porto Rico | 10-25, 4-25, 18-25  |

#### Finale 7º posto
| 23 marzo 2013 Coliseo de la Ciudad Deportiva, L'Avana Durata: 1h:24 - Spettatori: 100 | Cile | 3 - 0 | Costa Rica | 25-20, 26-24, 25-10 |

#### Finale 5º posto
| 23 marzo 2013 Coliseo de la Ciudad Deportiva, L'Avana Durata: 1h:19 - Spettatori: 200 | Cuba | 0 - 3 | Porto Rico | 24-26, 21-25, 23-25 |

## Classifica finale
| Pos     | Squadra         | Rosa |
| ------- | --------------- | --- |
| Oro     | Messico         | Formazione: 2 Sainz, 4 Martínez, 5 Bañuelos, 7 Solís, 8 Isiordia, 9 Urías, 10 Zazueta, 11 Güitrón, 12 Celedón, 15 Valle, 16 González, 17 Sanay, CT: Vachino                      |
| Argento | Rep. Dominicana | Formazione: 1 J. Martínez, 2 Fernández, 3 Pérez, 4 García, 5 L. Martínez, 6 N. Martínez, 7 Semfle, 10 Soriano, 11 Hinojosa, 12 Toribio, 15 B. Martínez, 18 González, CT: Pacheco |
| Bronzo  | Colombia        | Formazione: 1 López, 4 Martínez, 6 Galeano, 8 Toro, 9 Estrada, 10 Arrechea, 11 Escobar, 12 Montaño, 13 Gómez, 15 Marín, 16 Rangel, 17 Venté, CT: Marasciulo                      |
| 4       | Perù            | Formazione: 1 Del Valle, 2 Palma, 3 Regalado, 4 Cuba, 5 Almeida, 6 Delgado, 7 Abreu, 8 Bravo, 9 Briceño, 11 Urrutia, 12 Leyva, 13 López, CT: Málaga                              |
| 5       | Porto Rico      | Formazione: 1 Santana, 2 Victoriá, 3 Jiménez, 4 Rosado, 8 Santiago, 9 Otero, 11 Rivera, 12 Miranda, 14 Jusino, 19 Pérez, 21 Rojas, 22 León, CT: Cruz                             |
| 6       | Cuba            | Formazione: 1 Luis, 3 Alfonso, 4 Vargas, 5 Casanova, 7 Hernández, 9 Mendaro, 10 Pagés, 11 Moreno, 14 Sánchez, 16 Diáz, 18 Matienzo, 20 López, CT: Fernández                      |
| 7       | Cile            | Formazione: 1 Carrasco, 2 Izquierdo, 5 Sotomayor, 6 Pulgar, 7 Melo, 8 Astroza, 10 Vorpahl, 12 Contreras, 13 Schuler, 14 Lozano, 15 Steinmetz, 16 Salinas, CT: Jáuregui           |
| 8       | Costa Rica      | Formazione: 1 Carazo, 2 Hidalgo, 3 González, 4 M. Vargas, 5 Rojas, 11 D. Vargas, 12 Sandoval, 14 Sayles, 16 Muñoz, 18 Alfaro, 19 Castro, 20 Campos, CT: E. Vargas                |

|  | Qualificata al campionato mondiale 2013 |

## Premi individuali
| Premio                 | Nome               | Squadra         |
| ---------------------- | ------------------ | --------------- |
| MVP                    | Alejandra Isiordia | Messico         |
| Miglior realizzatrice  | Alejandra Isiordia | Messico         |
| Miglior attaccante     | Melissa Vargas     | Cuba            |
| Miglior muro           | Melissa Rangel     | Colombia        |
| Miglior servizio       | Daly Santana       | Porto Rico      |
| Miglior palleggiatrice | Shiamara Almeida   | Perù            |
| Miglior ricevitrice    | Camila Gómez       | Colombia        |
| Miglior difesa         | Winifer Fernández  | Rep. Dominicana |
| Miglior libero         | Winifer Fernández  | Rep. Dominicana |